# Luther Burbank
Luther Burbank (Lancaster, 7 marzo 1849 – Santa Rosa, 11 aprile 1926) è stato un botanico e orticultore statunitense.

## Biografia
Dopo la laurea in scienze ove ottenne il titolo di Sc.Dr in biologia, nel corso della sua lunga carriera creò oltre 800 forme e varietà di piante, tra cui la patata Burbank, la mora bianca e il cactus senza spine.
Burbank ricevette anche delle critiche da parte del mondo scientifico della sua epoca per la scarsa documentazione dei suoi esperimenti, essendo più interessato al risultato finale che alla ricerca pura, ma i suoi contributi portarono alla promulgazione, nel 1930, della legge federale statunitense nota come Plant Patents Act, che consente il rilascio di brevetti su nuove varietà di piante.
Nutriva altresì un forte interesse per l'educazione dei bambini, finanziò alcune scuole locali e nel 1907 pubblicò "The Training of the Human Plant", in cui evidenziò l'importanza di elaborare nuovi metodi educativi in grado di sviluppare appieno le potenzialità dei più piccoli. 
Coltivò amicizie con diversi intellettuali e pensatori contemporanei, fra cui la pittrice messicana Frida Kahlo, che nel 1931 ne dipinse un ritratto in stile surrealistico. 
Paramahansa Yogananda, da cui Burbank apprese gli insegnamenti del Kriya Yoga, disse di lui: 
Yogananda aggiunse che l'intima comunione con la Natura aveva svelato a Burbank molti dei suoi segreti, dandogli una sconfinata riverenza spirituale e la capacità di guarire molte piante malate grazie alla sua cura amorevole, di fronte alla quale esse abbandonavano il loro aspetto aggressivo come nel caso del cactus diventato senza spine.
Dal 1976 Burbank è entrato a fare parte della Hall of Fame for Great Americans.
Appare nel documentario del 1911 Industries of the South and West prodotto dalla Selig Polyscope.

## Specie vegetali che hanno preso nome da Luther Burbank
- Chrysanthemum burbankii Makino (Asteraceae)
- Myrica × burbankii A.Chev. (Myricaceae)
- Solanum burbankii Bitter (Solanaceae)